# Діука білокрила
Діу́ка білокрила (Idiopsar speculifer) — вид горобцеподібних птахів родини саякових (Thraupidae). Мешкає в Андах.

## Підвиди
Виділяють два підвиди:

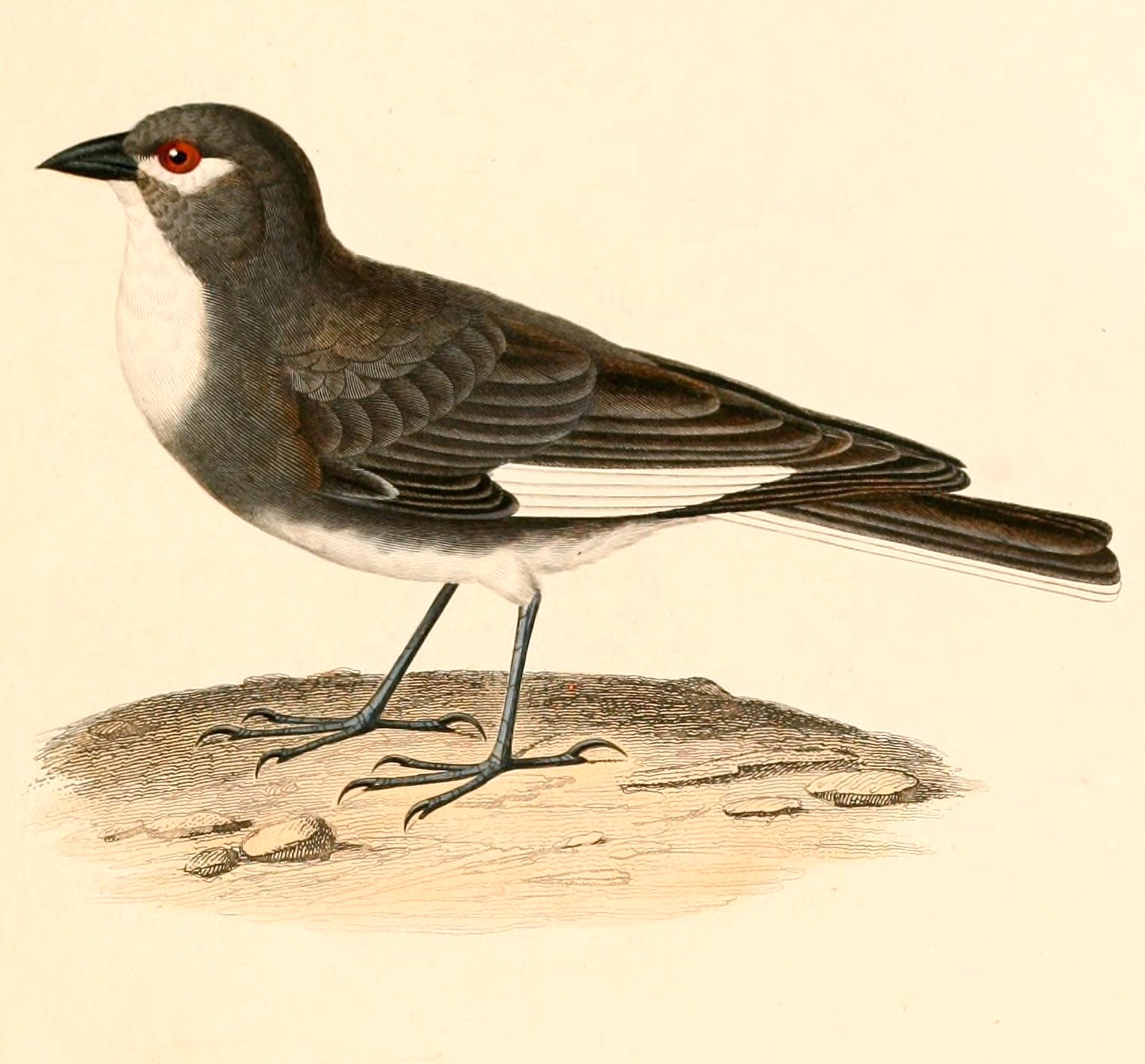
Білокрила діука

- I. s. magnirostris (Carriker, 1935) — Анди в центральному Перу (від Анкашу до Хуніну);
- I. s. speculifer (d'Orbigny & Lafresnaye, 1837) — Анди на півдні Перу, на півночі Чилі (Аріка-і-Парінакота) і на заході Болівії, а також на північному заході Аргентини (Сальта, Жужуй).

## Поширення і екологія
Білокрилі діуки мешкають в Перу, Болівії, Чилі і Аргентині. Вони живуть на високогірних луках пуна, де віддають перевагу заболоченим районам та серед скель. Зустрічаються на висоті від 4000 до 5500 м над рівнем моря. Білокрилі діуки є одними з небагатьох птахів, які можуть гніздитися на льодовиках.